# Rancho Gómez Tagle
Rancho Gómez Tagle är en ort i Mexiko.   Den ligger i kommunen Tenango del Valle och delstaten Mexiko, i den sydöstra delen av landet, 60 km sydväst om huvudstaden Mexico City. Rancho Gómez Tagle ligger 2 641 meter över havet och antalet invånare är 198.
Terrängen runt Rancho Gómez Tagle är kuperad åt sydväst, men åt nordost är den platt. Runt Rancho Gómez Tagle är det tätbefolkat, med 397 invånare per kvadratkilometer. Närmaste större samhälle är Metepec, 19,6 km norr om Rancho Gómez Tagle. I omgivningarna runt Rancho Gómez Tagle växer huvudsakligen savannskog.